# 한국갤럽
한국갤럽(Gallup Korea) 또는 한국갤럽조사연구소는 대한민국의 여론 조사 전문 회사다. 1974년 6월 박무익이 KSP(Korea Survey Polls Ltd.)를 설립하였고, 1979년 갤럽 인터내셔널에 가입하면서 '한국갤럽조사연구소'로 개칭하게 되었다. 정치, 연예, 스포츠, 사회 분야에 대한 공개 설문조사를 실시하는 것으로 가장 잘 알려져 있다.

## 역사
박무익(1943~2017)은 1974년 서울 종로구에 대한민국 최초의 여론조사 회사인 KSP(Korea Survey Polls)를 설립했다. 첫 프로젝트로 금성사(현 LG전자)의 〈세탁기 광고 효과 측정 조사〉를 수주했다. 1977년에 조지 갤럽과 서신 교류를 시작하였다. 1978년에 조지 갤럽의 저서 "갤럽의 여론조사"의 한국어판을 출판했다. 1979년에 Gallup International Association의 회원이 되었다. 같은 해에 "Gallup" 상표의 독점 사용에 대한 조지 갤럽의 동의를 받아 회사 이름을 한국갤럽조사연구소로 변경했다.
1980년에 6대 도시에 실사네트워크를 구축했고, 언론사 의뢰로 한국 최초로 전국 규모의 여론조사를 실시하였다. 해당 의뢰 언론은 한국일보다. 1981년에 한국 최초로 대기업 이미지를 조사했다.
1987년, 박무익 회장이 이끄는 한국갤럽은 한국의 대선 결과를 예측한 최초의 기업이 됐다. 게다가 1997년 대한민국 대통령 선거에서 후보자들이 얻은 득표수를 거의 정확하게 예측했다.
1990년대 한국갤럽은 국내 최초로 설문조사 결과 전용 데이터베이스를 구축했다.
2006년, 한국갤럽은 한국통계학회와 공동으로 한국갤럽학술상을 설립해 관련 분야의 통계 발전과 연구 활동을 독려했다. 그 이후로 대한민국 통계 분야에서 가장 권위 있는 상 중 하나가 되었다.
2017년 4월 19일, 창립자인 박무익 회장이 별세했다.
2021년 3월, 한국갤럽은 KT와 여론조사에서 인공지능 기술 도입을 위한 양해각서를 체결 했다.

## 서비스
한국갤럽은 공공조사나 여론조사로 유명하다. 정치 지도자, 연예인, 스포츠 선수의 현황과 영향력을 확인하기 위해 각종 정기 공개 설문조사를 실시한다. 2012년에는 '한국갤럽 데일리 오피니언'이라는 자체 설문조사 프로그램을 시작하여 매주 새로운 설문조사 결과를 발표하여 누구나 무료로 사용할 수 있다. 1978년부터 자체적으로 조사한 결과를 단행본, 정기간행물 등의 책으로도 출간했다.

## 한국인이 좋아하는 순위

### 한국인이 좋아하는 한국 음식 순위

#### 2004년
1. 된장찌개
2. 김치찌개
3. 김치
4. 불고기
5. 비빔밥
6. 삼겹살
7. 청국장
8. 갈비찜
9. 갈비
10. 잡채

#### 2014년
1. 김치찌개
2. 된장찌개
3. 김치
4. 불고기
5. 비빔밥
6. 잡채
7. 갈비
8. 청국장
9. 삼겹살
10. 갈비찜
11. 닭볶음탕[9]

### 한국인이 좋아하는 중국 음식 순위

#### 2004년
1. 짜장면
2. 탕수육
3. 짬뽕
4. 양장피
5. 팔보채
6. 깐풍기
7. 고추잡채
8. 우동
9. 볶음밥
10. 군만두[9]

### 한국인이 좋아하는 안주 순위

#### 2014년
1. 삼겹살
2. 치킨
3. 오징어
4. 김치찌개
5. 과일
6. 회
7. 파전
8. 골뱅이
9. 땅콩
10. 족발
11. 오뎅탕
12. 고기
13. 매운탕
14. 마른안주
15. 소시지
16. 두부김치[9]

## 같이 보기
- 리얼미터
- 리서치
- 닐슨코리아
- 대한민국의 대통령 지지율
- 대한민국의 정당 지지율